# レイチェル・キング
レイチェル・キング（英語: Rachel King, 1990年7月31日 - ）は、イギリス出身オーストラリア主戦の騎手である。愛称はキング姐さん。

## 経歴
オックスフォード近郊のウォーターペリー出身。
2006年にイギリスで騎手免許を取得した後、2014年にオーストラリアの騎手免許を取得。
2023年のワールドオールスタージョッキーズにオーストラリア代表として招待され、初来日。第1戦のドーバーホークで勝利し、自身のJRA初勝利を挙げるなどして女性騎手として過去最高の2位の成績をあげる。
2024年にJRAの短期騎手免許制度を利用し再来日。免許期間は1月6日から3月5日の間で、身元引受調教師は堀宣行、契約馬主はダノックス。1月21日のアメリカジョッキークラブカップをチャックネイトで勝利し、自身初のJRA重賞制覇と共に外国人女性騎手として初めてのJRA平地重賞初制覇を果たした。2月4日の東京新聞杯でサクラトゥジュールに騎乗し、道中は内ラチ沿いの6番手でしっかり脚をため、直線馬群を縫うように伸び優勝。JRA重賞2勝は女性騎手としては史上初の快挙を果たした。
2025年も1月5日より3月4日までのJRAの短期騎手免許を取得した。前年同様に身元引受調教師は堀宣行、契約馬主はダノックスで美浦を拠点とする。免許初日となった1月5日、中京競馬場で行われた京都金杯をサクラトゥジュールで制して、2年連続のJRA重賞制覇を果たした。2月23日に行われたフェブラリーステークスではコスタノヴァに騎乗し優勝。JRA平地GI競走で女性騎手が制したのは史上初の快挙となった。さらに同年7月19日から8月18日まで短期騎手免許を取得。身元引受調教師は同じく堀宣行だが、契約馬主は金子真人ホールディングスに変更された。騎乗開始の7月19日、函館9R・湯浜特別でサクラファレルに騎乗し1着となり、函館で初勝利を飾った。2025年7月20日の函館2歳ステークスをエイシンディードで、同28日の関屋記念をカナテープで勝利し、JRA史上初となる女性騎手による2週連続重賞制覇を達成。

## 主な勝鞍
（国旗の無いものは オーストラリアの重賞レース）

### GI級競走
- Maid of Heaven（2018年スプリングチャンピオンステークス）
- Knights Order（2022年シドニーカップ）
- Arapaho（2023年タンクレッドステークス）
- Just Fine（2023年メトロポリタンハンデキャップ）
- Ozzmosis（2023年クールモアスタッドステークス）
- Arapaho（2025年シドニーカップ）
- コスタノヴァ（2025年フェブラリーステークス）

### グレード/グループ制重賞
- Lanciato（2018年GIII ニューカッスルニューマーケットハンディキャップ）
- Resin（2018年GIII ニヴィソンステークス）
- Deprive（2019年GIII ショウカウンティクオリティ）
- Asiago（2019年GIII NJCスプリングステークス）
- Manicure（2019年GIII ハウナウステークス）
- Quackerjack（2019年GII ヴィリエステークス）
- Brandenburg（2020年GII ホバートヴィルステークス）
- Greysful Glamour（2020年GII ヴィリエステークス）
- Threeood（2020年GIII ベルオブザターフステークス）
- Zethus（2021年GIII キャノンベリーステークス）
- Colette（2021年GII アポロステークス）
- アナモー（2021年GII トッドマンステークス）
- Nimalee（2021年GII エマンシペーションステークス）
- Paths of Glory（2021年GIII JRAプレート）
- Rocha Clock（2021年GIII ダークジュエルクラシック）
- Harpo Marx（2021年GIII プレミアズカップ）
- Ellsberg（2021年GIII フェスティバルステークス）
- Queen Of The Ball（2022年GIII ウィデンステークス、GIII ブラックオパールステークス）
- Monegal（2022年GIII エポナステークス）
- Exotic Ruby（2022年GIII ホークスベリークラウン）
- Arapaho（2022年GIII プレミアズカップ、2024年GII ジッピングクラシック）
- Zapateo（2022年GIII トイショウクオリティ）
- Hard Empire（2022年GII ミサイルステークス）
- Alegron（2022年GIII キングストンタウンステークス）
- Shades Of Rose（2022年GII シェラコステークス）
- Rocketing By（2022年GIII シドニーステークス）
- Bacchanalia（2023年GIII スターキングダムステークス）
- Military Mission（2023年GIII ニューカッスルゴールドカップ）
- チャックネイト（2024年GII アメリカジョッキークラブカップ）
- サクラトゥジュール（2024年GIII 東京新聞杯、2025年GII 京都金杯）
- Mchale（2024年GIII ビルリッチーハンディキャップ）
- King Kirk（2024年GIII ブリーダーズプレート）
- Little Baia（2025年GIII アスパレーションクオリティ）
- Eagle Nest（2025年GIII モーリスマッカーテンステークス）
- エイシンディード（2025年GIII 函館2歳ステークス）
- カナテープ（2025年GIII 関屋記念）